# Alessandro Cesarini (1592–1644)
Alessandro Cesarini (der Jüngere) (* 1592 in Rom; † 25. Januar 1644 ebenda) war ein italienischer römisch-katholischer Bischof und Kardinal.

## Biografie

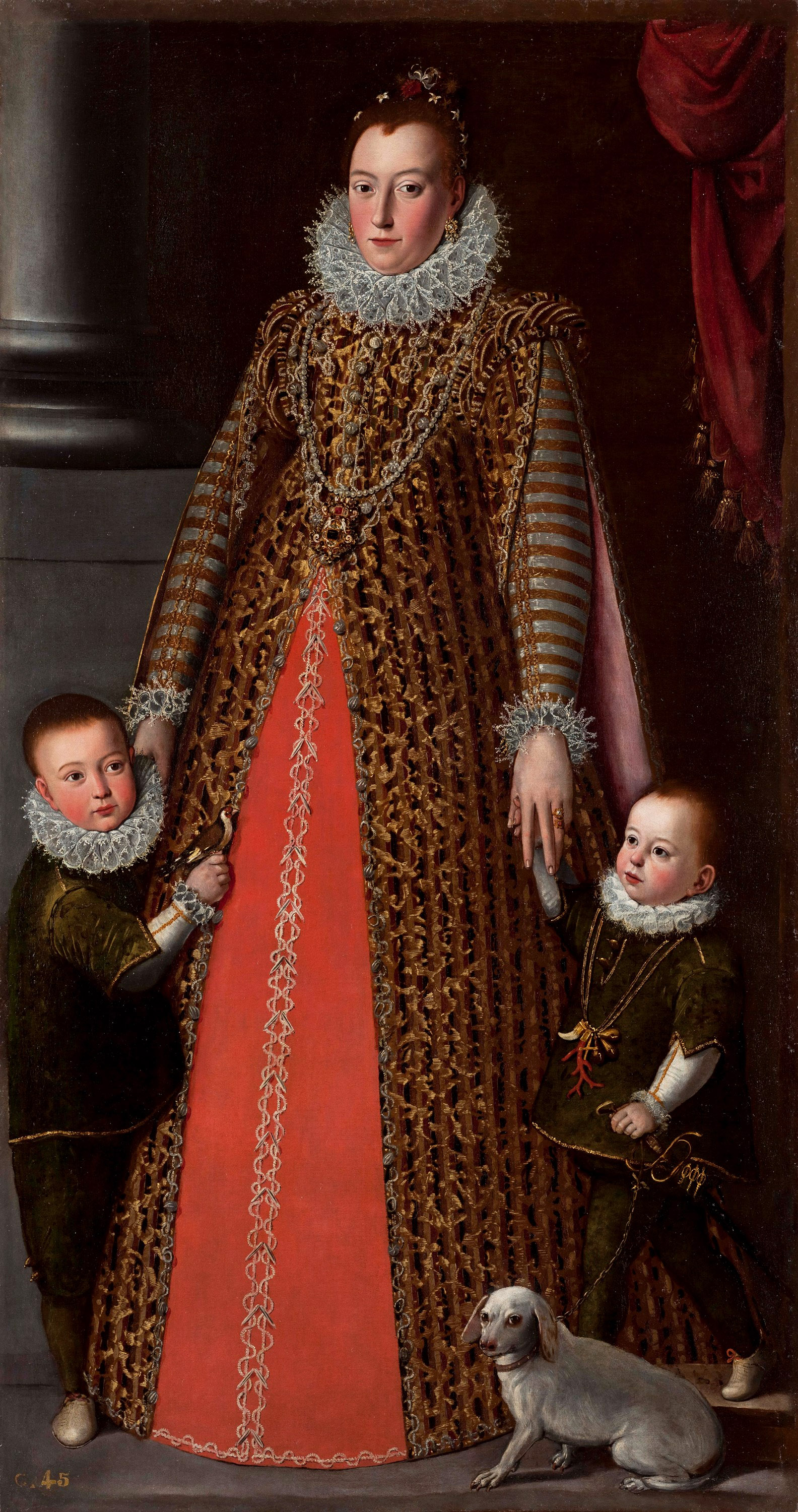
Livia Orsini mit ihren Söhnen Alessandro (li.) und Virginio Cesarini (re.) (Gemälde, etwa 1598)

Kardinalswappen (modernes Schema)

Er stammt aus der Familie der Herzöge von Civitanova und der Marchesi von Civita Lavinia ab und war der Sohn von Giuliano II. Cesarini, Herzog von Civitanova und Montecosaro, und Livia Orsini. Sein Großonkel war Kardinal Alessandro Cesarini seniore (gestorben 1542). Weitere Kardinäle in der Familie waren Giuliano Cesarini (1426 von Papst Martin V. kreiert) und Giuliano Cesarini juniore (1493 von Papst Alexander VI. kreiert).
Nach seinem Studium in Parma wurde er Kleriker der Apostolischen Kammer und war Gouverneur im Konklave von 1623, in dem Papst Urban VIII. gewählt wurde.
Im Konsistorium vom 30. August 1627 wurde er von Urban VIII. zum Kardinal erhoben und im Oktober des Jahres als Kardinaldiakon mit der Diakonie von Santa Maria in Domnica installiert; 1632 wechselte er sich zur Titeldiakonie von Santi Cosma e Damiano.
Im Jahr 1636 wurde er zum Bischof von Viterbo ernannt; im darauf folgenden Jahr wurde er Kardinaldiakon der Diakonie Santa Maria in Cosmedin, dann, 1638, von Sant'Eustachio. Im gleichen Jahr verzichtete er auf seine Diözese.
Er starb in Rom im Jahr 1644. Sein Grab befindet sich in der Familiengruft in der Kirche Santa Maria in Aracoeli.